# Odalengo Piccolo
Odalengo Piccolo är en ort och kommun i provinsen Alessandria i regionen Piemonte i Italien. Kommunen hade 255 invånare (2018).